# Guram Perselidse
Guram Perselidse (auch: Guram Pherselidse, georgisch გურამ ფერსელიძე; * 16. Oktober 1985 in Chelwatschauri) ist ein georgischer Ringer. Er startet im Schwergewicht im griechisch-römischen Stil.

## Werdegang
Guram Perselidse startet im griechisch-römischen Stil. Er ist 1,90 Meter groß und Schwergewichtler (Gewichtsklasse bis 120 kg Körpergewicht). Er übt diesen Sport seit dem Jahr 2000 aus und wird von Vaja Krawjaschwili im Leistungszentrum des georgischen Ringerverbandes in Tiflis trainiert.
Bei internationalen Meisterschaften wird Perselidse seit dem Jahre 2008 eingesetzt. Der erste Start war bei der Europameisterschaft in Tampere, wo er nach einem Sieg über Jani Kortesmäki, Finnland und einer Niederlage gegen Yannick Szczepaniak, Frankreich den 8. Platz belegte. Auch bei den folgenden Meisterschaften konnte er sich nicht im Vorderfeld platzieren, obgleich ihm wieder einmal Siege gegen gute Gegner gelangen. Bei seinem vorläufig letzten Start bei einer internationalen Meisterschaft, der Europameisterschaft 2012 in Belgrad, kam er auf den 10. Platz.
Sehr gut schnitt Guram Perselidse dagegen bei den Qualifikations-Turnieren für die Olympischen Spiele 2012 in London ab. Schon beim Turnier in Taiyuan/China belegte er einen guten 5. Platz, der aber noch nicht für die Startberechtigung in London reichte. Diese holte er sich aber dann beim letzten Qualifikations-Turnier in Helsinki, wo er hinter Chassan Barojew, Russland den 2. Platz belegte. In London belegte Guram Perselidsde den 5. Platz. Er siegte über Andres Ayub Valenzuela, Chile, verlor dann gegen den Olympiasieger und vielfachen Weltmeister Mijaín López aus Kube, siegte über Abdelrahman AyubYehya El Tarabily, Ägypten und musste sich im entscheidenden Kampf um eine olympische Bronzemedaille knapp dem amtierenden Weltmeister Rıza Kayaalp aus der Türkei geschlagen geben.
2013 gewann er bei der Europameisterschaft in Tiflis mit Siegen über Heiki Nabi, Estland, Marko Kocevic, Kroatien, David Lengyel, Ungarn, einer erneuten Niederlage gegen Rıza Kayaalp und einem Sieg über Josif Tschugoschwili, Belarus, eine Bronzemedaille. Bei der Weltmeisterschaft 2013 in Budapest war er nicht am Start.

## Internationale Erfolge
| Jahr | Platz | Wettbewerb                                 | Gewichtsklasse | Ergebnisse |
| 2004 | 8.    | Junioren-EM in Albena/Bulgarien            | Halbschwer     | Sieger: Alexei Metelkin, Russland vor Oleg Kryoko, Ukraine |
| 2008 | 6.    | Welt-Cup in Szombathely                    | Schwer         | Sieger: Mihály Deák Bárdos, Ungarn vor Dremiel Byers, USA |
| 2008 | 8.    | EM in Tampere                              | Schwer         | nach einem Sieg über Jani Kortesmäki, Finnland und einer Niederlage gegen Yannick Szczepaniak, Frankreich                                                                                            |
| 2008 | 2.    | Golden-Grand-Prix in Baku                  | Schwer         | hinter Rıza Kayaalp, Türkei, vor Lukasz Banak, Polen und Attila Güzel, Türkei |
| 2009 | 16.   | EM in Vilnius                              | Schwer         | nach einer Niederlage gegen Rıza Kayaalp |
| 2009 | 7.    | Golden-Grand-Prix in Baku                  | Schwer         | Sieger: Masoud Hashemzadeh, Iran vor Dremiel Byers |
| 2009 | 11.   | WM in Herning/Dänemark                     | Schwer         | nach einem Sieg über Muradjan Tuichijew, Usbekistan und einer Niederlage gegen Nico Schmidt, Deutschland                                                                                             |
| 2010 | 3.    | Golden-Grand-Prix in Tiflis                | Schwer         | hinter Amir Ali-Akbari, Iran und Otari Bolkadse, Georgien |
| 2010 | 10.   | WM in Moskau                               | Schwer         | nach Siegen über Milos Spasic, Serbien und Murat Ramonow, Kirgisistan und einer Niederlage gegen Dremiel Byers                                                                                       |
| 2012 | 7.    | Dan Kolow & Nikola Petrow-Turnier in Sofia | Schwer         | Sieger: Iwan Iwanow, Bulgarien vor Lukasz Banak |
| 2012 | 10.   | EM in Belgrad                              | Schwer         | Sieger. Rıza Kayaalp vor Chassan Barojew, Russland |
| 2012 | 5.    | Olympia-Qualif.-Turnier in Taiyuan/China   | Schwer         | hinter Heiki Nabi, Estland, Iossif Tschugaschwili, Belarus, Johan Eurén, Schweden und Alexander Anuchin, Russland                                                                                    |
| 2012 | 2.    | Olympia-Qualif.-Turnier in Helsinki        | Schwer         | hinter Chassan Barojew, vor Nemanja Pavlovic, Serbien und Iwan Iwanow |
| 2012 | 7.    | Großer Preis von Deutschland in Dortmund   | Schwer         | Sieger: Heiki Nabi vor Artjom Nahar, Belarus |
| 2012 | 5.    | OS in London                               | Schwer         | nach einem Sieg über Andres Ayub Valenzuela, Chile, einer Niederlage gegen Mijaín López, Kuba, einem Sieg über Abdelrahman YehyaEl Tarabily, Ägypten und einer Niederlage gegen Rıza Kayaalp, Türkei |
| 2013 | 2.    | Golden-Grand-Prix in Szombathely           | Schwer         | hinter Ewgeni Orlow, Ukraine, vor Mihály Deák Bárdos, Ungarn |
| 2013 | 3.    | EM in Tiflis                               | Schwer         | nach Siegen über Heiki Nabi, Marko Kocevic, Ukraine und David Lengyel, Ungarn, einer Niederlage gegen Rıza Kayaalp und einem Sieg über Josif Tschugoschwili, Belarus                                 |
| 2013 | 11.   | Golden-Grand-Prix in Baku                  | Schwer         | Sieger: Saba Shariati, Aserbaidschan vor Iakob Kadschaia, Georgien und Attila Güzrl, Türkei |

Erläuterungen
- alle Wettbewerbe im griechisch-römischen Stil
- OS = Olympische Spiele, WM = Weltmeisterschaft, EM = Europameisterschaft
- Schwergewicht, Gewichtsklasse bis 120 kg Körpergewicht (bis 31. Dezember 2013, seit 1. Januar 2014 gilt eine neue Gewichtsklasseneinteilung durch die FILA)